# ناحية مركز حماة
ناحية مركز حماة إحدى نواحي سوريا تتبع إداريّاً لمحافظة حماة منطقة حماة ومركزها مدينة حماة، بلغ تعداد سكان الناحية 467,254 نسمة حسب التعداد السكاني لعام 2004.

## مدن وبلدات وقرى أو بلديات ناحية مركز حماة
ملاحظة:البلدية قد تكون قرية واحدة أو أكثر حسب عدد السكان
بسيرين، أبو دردة، أبو منسف، عدبس، العلمين، عمارة أصلان، أرزة الضبعة، أيو، البحرة، براق، الباض، الدمينة، السويدة الشرقية، غور العاصي، حماة، الهاشمية، حوايس أم جرن، حوير الصليب، الجاجية، جرجرة، جنان، جبرين، الجومقلية، الجوزية الجرنية، (الجرنية)، كفر بهم، كفر الطون، كفر عميم، كفراع، الخالدية، كاسون الجبل، الخلا، خطاب، معردفتين، معر شحور، معرين، المبطن، مضبعة، مقطع الحجر، متنين، المباركات، قمحانة، قبيبات العاصي، رعبون، الربيعة، السمرة، صاوا، صفينة (حماة)، الشيحة، سريحين، تل النهر (تل سكين)، تل قرطل، تقسيس، تيزين، تشرين، التويم، أم العمد، أم الطيور، السويدة الغربية، زبادة، زور أبو دردة، النشمي، الصواعق الشمالي، العوجة (عوجة الجنا، النرجس، النزازة، زور الصارمية، زور تقسيس، مريويد.